# Proteleas
Proteleas is een geslacht van vliesvleugelige insecten van de familie Scelionidae.

## Soorten
- P. nefrens Kononova, 1993
- P. subitus Kononova & Kozlov, 2001
- P. sulcatus Kozlov, 1961